# Fairmaster
Fairmaster je brod za prijevoz teških tereta (engl. heavy lifter) hrvatske proizvodnje.
Koristi se za postavljanje vrlo teške i skupe opreme za podmorske naftne bušotine i prijevoz teških tereta. IMO broj mu je 9650585. MMSI broj je 238129940. Pozivni znak je PCYQ. Plovi pod zastavom Nizozemske.
Matična mu luka još nije određena.
Vlasnik broda je Jumbo K-2 C.V.

## Karakteristike
Splitsko brodogradilište ugovorilo je početkom srpnja 2011. izgradnju dvaju brodova a za nizozemskog naručitelja Jumbo Shipping. Jumbo Kinetic je bio prvi je u seriji od dvaju brodova, a uz otvorenu opciju gradnje trećeg broda. Građeni su u klasi Lloyd‘s Registra, klase 1A super, što znači da mogu lomiti led debljine do jednog metra bez pomoći ledolomca (klasa 1A 1A Finnish Swedish Ice Class, za operacije u arktičkim morima)
Brodovi su nova klasa brodova u Jumbo Shippingu, K3000. Naručitelji nisu objavili cijenu brodova, a pretpostavlja se da je svaki iz serije vrijedan 60 milijuna eura. Država je Nizozemcima dala i jamstva da će dobiti brodove u rokovima, što se pokazalo da je bilo nemoguće ispoštovati, imajući u vidu kompleksnost narudžbe.
Ovakvi sofisticirani brodovi nikad prije nisu bili građeni u hrvatskim brodogradilištima, a izgradnja ovih brodova strateški je ciljana tržišna niša Brodosplita.
U vrijeme izgradnje bili su najveći svoje vrste na svijetu. Jumbo je avanse za gradnju uplatio 22. prosinca 2011.
Kobilica je postavljena na navoze 20. srpnja 2012., a isporuka je bila predviđena za prvu polovicu 2013. godine. Postavljen je na navoze kao novogradnja br. 474. Dužine je 152 metra i širine 27 metara. Pogone ga 2 motora snage 4500 kW i uz jedan vijak. Gaz mu je 6 m, a pri najvećem gazu od 8,1 metra nosivost broda je 14 tisuća tona, a cGT (OECD 07) je 12 708.
Fairmaster je porinut 18. travnja 2014. godine.
Nosivost broda je 14.000 dwt, a bruto tonaže je 16200 t.
Gradnja prvog broda iz serije protegla se preko prvoga roka koji je bio u svibnju 2013.; porinuće je bilo tek 17. rujna 2013. i bilo je prvo nakon privatizacije splitskog brodogradilišta, koji je produžen do 31. svibnja 2014. Budući da ni nakon tog roka nije predan brod, Nizozemci su povukli svoj nadzorni tim iz Brodosplita i naposljetku jednostrano raskinuli ugovor lipnja 2014. sa splitskim škverom i postojala je neizvjesnost s izgradnjom drugog broda. Ipak, gradnja Fairmastera, drugog broda u seriji, nije stala unatoč raskidu ugovora. U toj su neugodnoj situaciji postojale dvije mogućnosti, da se naručitelj Jumbo naplati od države, a da već skoro gotov prvi brod iz serije kojem su nedostajale samo dizalice Brodosplit proda na tržištu i tako amortizira dio troškova, te opcija s isporukom broda(ova) Nizozemcima, koja se na kraju i dogodila.
Rokovi za prvi brod opet su produženi za srpanj 2014.
Primopredaja prvog broda ipak je izvršena 23. prosinca 2014. godine, pa je nastavljeno s radom na Fairmasteru.
Bit će opremljen dvjema dizalicama pojedinačne maksimalne nosivosti 1.500 tona, što znači da će zajedno moći podizati terete težine do 3000 tona, što danas predstavlja najveći kapacitet dizanja tereta u ovoj klasi brodova na svijetu. Skladišni prostor Fairmastera dimenzionalnih je tolerancija unutar svega par milimetara. Čini ga nekoliko desetaka poklopaca čijim se odabirom rasporeda, skladišni prostor može prilagođavati vrsti tereta koji brod prevozi. Skladišni se poklopci po visini i dužini mogu postavljati na bilo kojoj poziciji. Zbog ove je činjenice mala dimenzijska tolerancija odstupanja skladišnog prostora bila iznimno važna, što je predstavljalo veliki izazov i zahtjevne pripreme brodograditelja.
Brodska je oprema vrlo sofisticirana, a ugrađena je u relativno male tehničke prostore broda, zbog zahtjevnih naprednih brodograđevnih rješenja. Plovilo je potpuno automatizirano, građeno u skladu s najvišim svjetskim brodograđevnim standardima i klasnim notacijama.
Brod je isporučen 16. lipnja 2015.

## Vanjske poveznice
- (engl.) Jumbo Kinetic - Heavy Load Carrier, MarineTraffic
- Fairmaster  Arhivirana inačica izvorne stranice od 23. rujna 2015. (Wayback Machine)